# AfriMusic Song Festival 2018
Het AfriMusic Song Festival 2018 was de eerste editie van het AfriMusic Song Festival. Aangezien het festival online werd gehouden was er geen gastland. 19 nummers konden doorstoten van de pre-regestratie naar de finale. Hier wist Swaziland de eerste editie te winnen.

## Deelnemende landen
Voor de eerste editie schreven 2950 artiesten, uit 41 landen over het hele continent, zich in voor deelname aan de wedstrijd. Na een doorlichting hebben 81 artiesten uit 19 landen de fase van selecties gehaald. 
Twee inzendingen werden geschreven door songwriters uit de Verenigde Staten. Volgens de regels moesten deze inzendingen worden gezongen door Afrikaanse artiesten.

## Jury
Een professionele jury beslist voor 50% de uitslag. De jury bestond uit 18 personen over de hele wereld. De juryleden waren muziekexperts maar ook experts van het Eurovisiesongfestival. Ook zetelde Afrikaanse producers in de jury. Hieronder enkele juryleden:
- Morten Thomassen: Voorzitter OGAE in Noorwegen
- Melinda Ulysses: Bekende zangeres uit Dominica
- Caroline Sampson: Televisie en radiopresentatrice

## Finale
| Plaats | Land                          | Taal                      | Artiest                                                                  | Lied                    | Gem. punten |
| ------ | ----------------------------- | ------------------------- | ------------------------------------------------------------------------ | ----------------------- | ----------- |
| 1      | Swaziland                     | SiSwati, Engels           | Symphony                                                                 | Sengikhona              | 10          |
| 2      | Kameroen                      | Engels                    | Ingrid White                                                             | Stop                    | 8,5         |
| 3      | Zimbabwe                      | Engels                    | Nina Watson                                                              | Close to me             | 7,5         |
| 4      | Botswana                      | Engels                    | Feine                                                                    | Coloured skin           | 7           |
| 5      | Ivoorkust                     | Frans, Engels             | CCI Studio Orchestre feat. DS Cynthia, Fabému, Masta Ricky & Papson D.C. | Juste en peu            | 6,5         |
| 6      | Gabon                         | Frans                     | SAN                                                                      | Saint Graal             | 6           |
| 7      | Zuid-Afrika                   | Engels                    | Kylie Unsworth                                                           | Secondhand narcotics    | 6           |
| 8      | Congo-Kinshasa                | Engels                    | Litho Ngonga                                                             | Africa                  | 5,5         |
| 9      | Tsjaad                        | Frans                     | Stev'N-T                                                                 | Sincérité               | 4,5         |
| 10     | Egypte                        | Engels                    | Nadya Shanab                                                             | In a fit of remorse     | 4,5         |
| 11     | Ghana                         | Engels                    | Erastus                                                                  | Together                | 3,5         |
| 12     | Centraal-Afrikaanse Republiek | Engels, Sango             | Hybrid                                                                   | Wali ti mbi             | 3,5         |
| 13     | Mozambique                    | Portugees, Frans          | JayCudz                                                                  | Mon amour               | 3           |
| 14     | Nigeria                       | Frans, Yoruba             | Earl J.                                                                  | Jesu me yo we           | 2,5         |
| 15     | Guinee                        | Frans                     | Exploss                                                                  | Courbée courbée         | 2,5         |
| 16     | Zuid-Soedan                   | Engels, Arabisch, Lingala | Samse Sam                                                                | Party time              | 1           |
| 17     | Congo-Brazzaville             | Frans                     | Emma Feron                                                               | Peine et tristesse      | 1           |
| 18     | Ethiopië                      | Amhaars                   | Pamfalon                                                                 | Almeshem                | 1           |
| 19     | Tanzania                      | Engels                    | Zamangwa                                                                 | Africa let us celebrate | 1           |

## Prijzen
Ook werden er twee prijzen uitgedeeld: een voor beste Franstalige tekst, en een voor de beste Engelstalige. Winnaar Swaziland won de categorie voor beste Engelstalige tekst. Tsjaad won de prijs voor beste Franstalige tekst.

## Trivia
- De winnares werd uitgenodigd om naar Portugal te reizen voor het Eurovisiesongfestival 2018.[3] Hier mocht ze optreden in de "Euroclub" en de "Eurovision Village". Tijdens dat optreden zong ze samen met de Sanmarinese Valentina Monetta een duet.[4] Ook kreeg ze een meet & greet met de winnares van deze editie, de Israëlische zangeres Netta Barzilai.[5]